# Глиноецкий, Владимир Константинович
Владимир Константинович Глиноецкий (Глиноедский) (2 ноября 1884 — 27 декабря 1936 года) — российский офицер-артиллерист, участник Первой мировой, а также Гражданских войн в России (на стороне Белой гвардии) и в Испании (на стороне республиканцев).

## Биография
В 1905 году окончил Михайловское артиллерийское училище.  В 1909  — поручик резерв. артиллерии [Общий список офицеров на 1909 год]. Во время Первой мировой войны в чине капитана был удостоен ордена Святого Георгия 4-й степени Высочайшим приказом от 9 ноября 1915 года. Попал в плен в 1916 г., будучи раненым. Бежал из госпиталя, спрятавшись в корзине с бельём, вывозимом в прачечную. Был полковником 78-й артиллерийской бригады. Служил в Вооружённых силах Юга России и Русской армии Врангеля. 
В эмиграции
В числе других лиц, вынужденных покинуть Родину, эвакуирован из Новороссийска на корабле «Модиг». Являлся членом Общества офицеров-артиллеристов в эмиграции в Турции. Был регентом церковного хора в Париже. Десять лет проработал на заводе Рено, разочаровавшись в идеях Белого движения, вступил в Союз возвращения на Родину, затем во Французскую компартию.
Ариадна Эфрон вспоминала о Глиноедском как о замечательном человеке, выделявшимся «преувеличенной подтянутостью, выутюженностью, выбритостью», холодноватым в обращении, державшим дистанцию, говорившим «литературнейшим языком, без малейшей примеси французских обрусевших словечек и оборотов, хоть фр. яз. знал отлично». Он был «выше среднего роста, худощавый, даже худой, гладко причёсанные, светлые, негустые волосы, лицо „с волчинкой“, жёсткое, и, как бывает, прелестная, какая-то стыдливая улыбка. Чёрный костюм, безукоризненно отглаженный, белоснежный воротничок, начищенные башмаки.» Он «не ел, а кушал, и хлеб отламывал кусочками, а не хватал от ломтя», «человек он был эрудированный — и строгий».
В Испании
Когда началась Гражданская война в Испании, Глиноедский попросил послать его в Испанию. Прибыл туда одним из первых в августе 1936 года, ещё до создания интербригад. Он был известен в Испании под псевдонимом Хулио Хименес Орхе.
На Арагонский фронт Глиноедский впервые попал 13 августа 1936 года вместе с корреспондентом газеты «Правда» Михаилом Кольцовым. Там они познакомились с руководителями одной из колонн, дель Баррио и Труебой. Вечером следующего дня они вернулись в Барселону. День спустя Глиноедский согласился стать военным советником и начальником артиллерии в колонне Труебы и сразу отбыл на Арагонский фронт. Вскоре он стал членом Военного совета и командующим артиллерией фронта.
У Глиноедского сложились дружественные отношения с советскими военными советниками, которые начали прибывать в ноябре 1936 г. — с главным советником при штабе Арагонского фронта Алексеем Васильевичем Мокроусовым, Филиппом Николаевичем Матыкиным и особенно с Иваном Герасимовичем Советниковым.

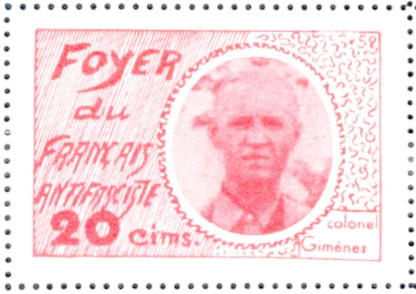
Почтовая марка из серии «Фойе французского антифашиста», выпущенная в память о полковнике Хименесе.

27 декабря 1936 г. он пошёл с десятком бойцов в разведку и был смертельно ранен под Бельчите. Полковника Хименеса похоронили в Барселоне. За его гробом шли Компанис, Антонов-Овсеенко, представители правительства, армии, всех политических партий. Анархисты несли венок с красно-чёрной лентой: «Дорогому товарищу Хименесу».

## Семья
Жена — Нина Сергеевна Глиноецкая, в 1915 году проживающая по адресу: Петроград, Невский проспект, д. 134.

### Использованная литература и источники
1. ↑  Персональная справка подлежащего высылке задержанного иностранца от 19 декабря 1932 г. // Национальный архив Франции. Центральная картотека службы национальной безопасности, 19940448/247, дело 20775. Архивировано 8 мая 2021 года.
2. ↑  Л. Мнухин, М. Авриль, В. Лосская. Российское зарубежье во Франции 1919-2000. — М.: Наука; Дом-музей Марины Цветаевой, 2008. — С. 375. — ISBN 978-5-93015-104-6.
3. 1 2 3 4  Участники Белого движения в России. Дата обращения: 12 апреля 2017. Архивировано 13 апреля 2017 года.
4. 1 2 3 4  Эфрон А.С. А душа не тонет. Письма 1942-1975. Воспоминания. — М.: Культура, 1996. — 448 с.
5. 1 2 3  Кольцов М.Е. Испания в огне. Т. 1. Испанский дневник. Кн. 1–2 (7 ноября — 30 декабря 1936 г.). — М.: Политиздат, 1987. — 351 с.
6. 1 2 3 4 5  Эренбург И.Г. Люди, годы, жизнь. — М.: Советский писатель, 1990. — 638 с.
7. ↑  Семёнов К. К. Русские офицеры-эмигранты на фронтах гражданской войны в Испании 1936—1939 гг. // Военно-исторический журнал. — 2019. — № 6. — С.46—52.
8. 1 2  Кочетков А. По ту сторону Пиренеев. — Форест Хиллс: Т&В Медиа, 2013. — ISBN 978-1-937124-07-6. Архивировано 15 июля 2018 года.
9. ↑  El coronel Giménez (исп.) // La Vanguardia. — 1936. — 31 diciembre. — P. 1.